# Elección para gobernador de Kentucky de 2019
La elección para gobernador de Kentucky de 2019 se llevó a cabo el 5 de noviembre de ese año.
El candidato demócrata, el fiscal general de Kentucky Andy Beshear, derrotó al titular republicano Matt Bevin por poco más de 5.000 votos, lo que la convierte en la elección para gobernador más reñida en Kentucky desde 1899 por votos totales y por porcentaje. Sin embargo, los republicanos ganaron todos los demás cargos estatales en Kentucky, incluidos los cargos de fiscal general y secretario de estado que los demócratas tenían antes de las elecciones.
La participación en todo el estado fue de un poco menos del 42%, mucho más alta que la de las elecciones para gobernador de 2015.

## Resultados
| Partido                    | Partido       | Candidato     | Votos     | %     |
| -------------------------- | ------------- | ------------- | --------- | ----- |
|                            | Demócrata     | Andy Beshear  | 709,890   | 49.20 |
|                            | Republicano   | Matt Bevin    | 704,754   | 48.84 |
|                            | Libertario    | John Hicks    | 28,433    | 1.97  |
| Escritos                   | Escritos      | Escritos      | 46        | 0.00  |
|                            |               |               |           |       |
| Total                      | Total         | Total         | 1,443,123 | 100   |
| Participación              | Participación | Participación |           | 41.8  |
| Registrados                |               |               |           |       |
|                            |               |               |           |       |
| Fuente: The New York Times |               |               |           |       |